# Font de Neptú (Igualada)
La Font de Neptú és una font pública del municipi d'Igualada (Anoia). Està protegida com a bé cultural d'interès local.

## Descripció
En la font-monument hi ha tres parts: base, columna i estàtua. La base és quadrangular amb 8 brolladors, que són relleus de cares humanes. La columna és d'estil dòric, amb la part inferior del fust estriada, i la superior presenta unes noies dansant amb càntirs a la mà (símbol de l'alegria ciutadana). La base presenta garlandes als costats i animals als angles. L'estàtua representa Neptú coronat i amb la fitora a la mà dreta.

## Història

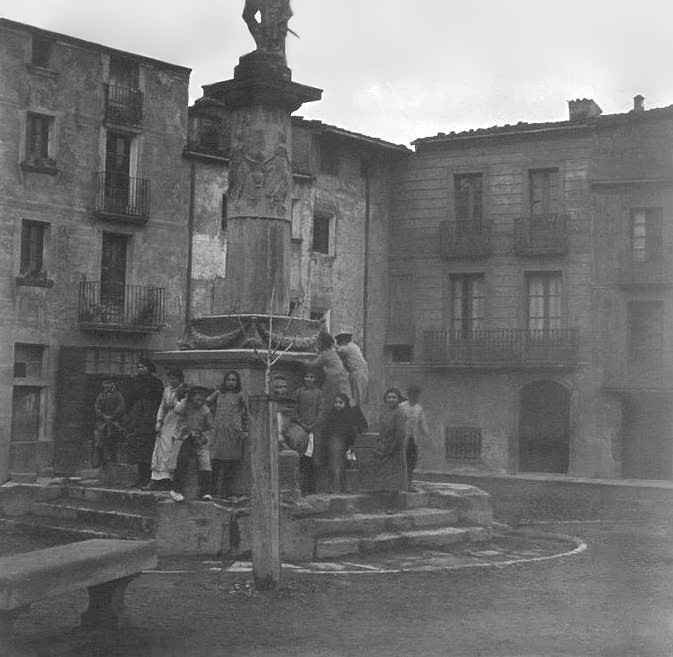
Font de Neptú en una imatge de 1913

La portada d'aigües de l'Espelt a través de les obres de l'Aqüeducte de l'Espelt va tenir uns efectes espectaculars sobre la població i la millor demostració la tenim en el monuments aixecats per commemorar l'efemèride. El monument formava part d'un conjunt de quatre fonts públiques projectades com a culminació de la portada d'aigües. L'obra de la font havia estat planejada per Francesc Vallès, enginyer d'ascendència francesa, i la realització artística va ésser feta per l'escultor Damià Campeny i Estrany. Va ésser inaugurat l'onze de juny de l'any 1832. L'any 1970 l'ajuntament va fer reconstruït el monument. L'obra va ser realitzada per Hugo Pratch sota la direcció de l'arquitecte Joan Bassegoda i Nonell.